# Catocala subtristis
Catocala subtristis är en fjärilsart som beskrevs av Schultz 1909. Catocala subtristis ingår i släktet Catocala och familjen nattflyn. Inga underarter finns listade i Catalogue of Life.